# Central Nuclear Juragua

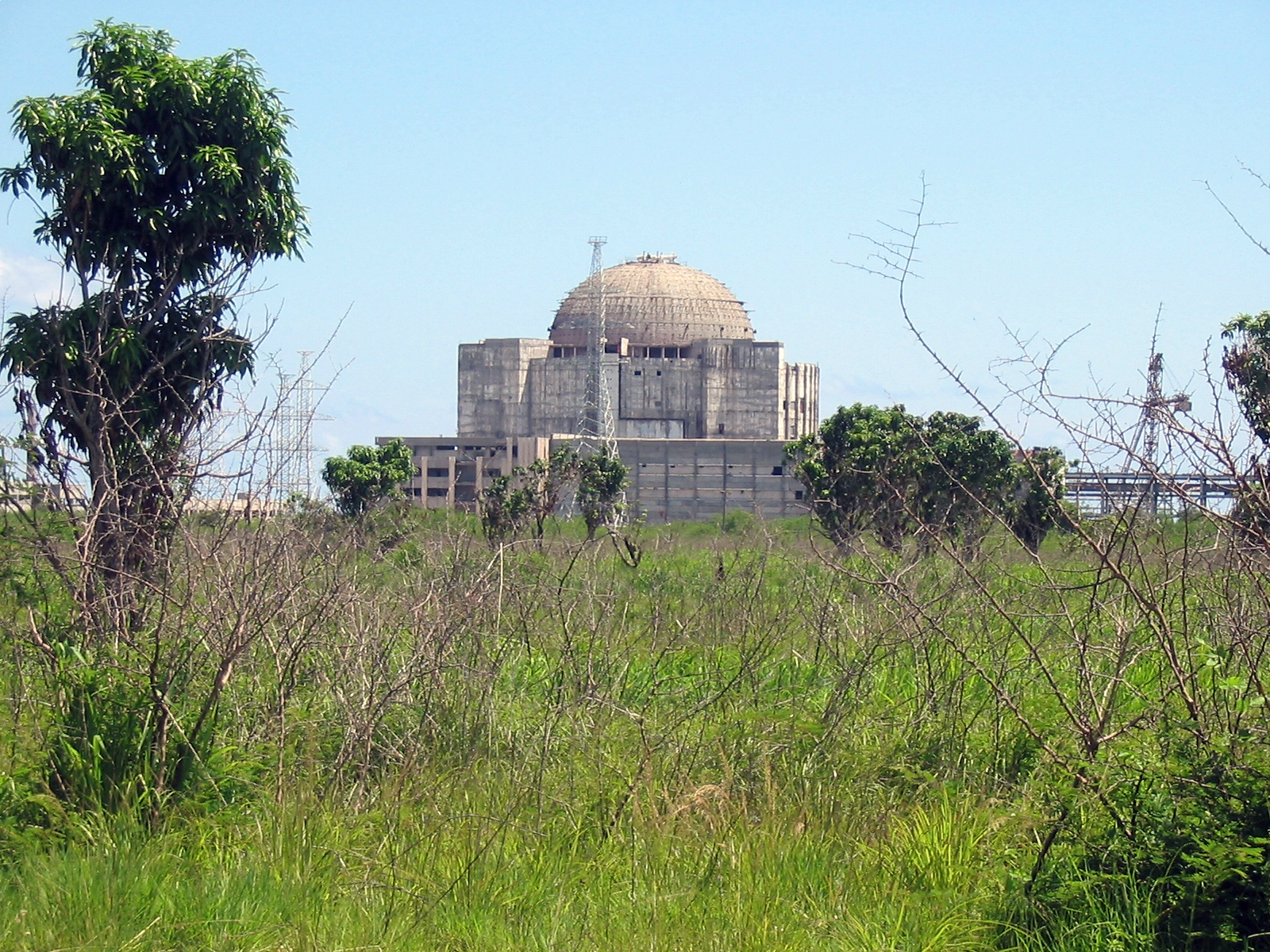
Central Nuclear Juragua.

A Central Nuclear Juragua foi uma central nuclear que estava em construção em Cuba, mas cujas obras foram suspensas em 1992 após a dissolução da União Soviética e o fim da ajuda económica soviética a Cuba. Rússia e Cuba procuraram financiamento junto de outros países para concluir a central em meados da década de 1990, mas em 2000 os dois países concordaram em abandonar o projeto.

## História
Em 1976, Cuba e a União Soviética assinaram um acordo para construir dois reatores nucleares VVER-440 V318 na província de Cienfuegos, perto do vilarejo de Juragua, no município de Abreus. O plano original previa a construção de doze reatores, quatro cada em Juragua, Puerto Esperanza e Holguín. O projeto acabou por ser reduzido para apenas dois reatores nucleares de 440 megawatts, ambos em Juragua. Após a sua conclusão, o primeiro reator seria capaz de suprir mais de 15% das necessidades energéticas de Cuba. A construção destes reatores era uma prioridade para Cuba devido à sua dependência em petróleo importado.
A construção do primeiro reator começou em 1983 e a do segundo em 1985. A maioria das peças do reator, com exceção dos materiais de construção civil, foram fornecidas pela União Soviética ao abrigo de acordos bilaterais de cooperação económica. Segundo as autoridades cubanas, estava inicialmente programado que o primeiro reator ficasse operacional em 1993, mas mais tarde foi estimado que apenas ficaria operacional no final de 1995 ou no início de 1996.

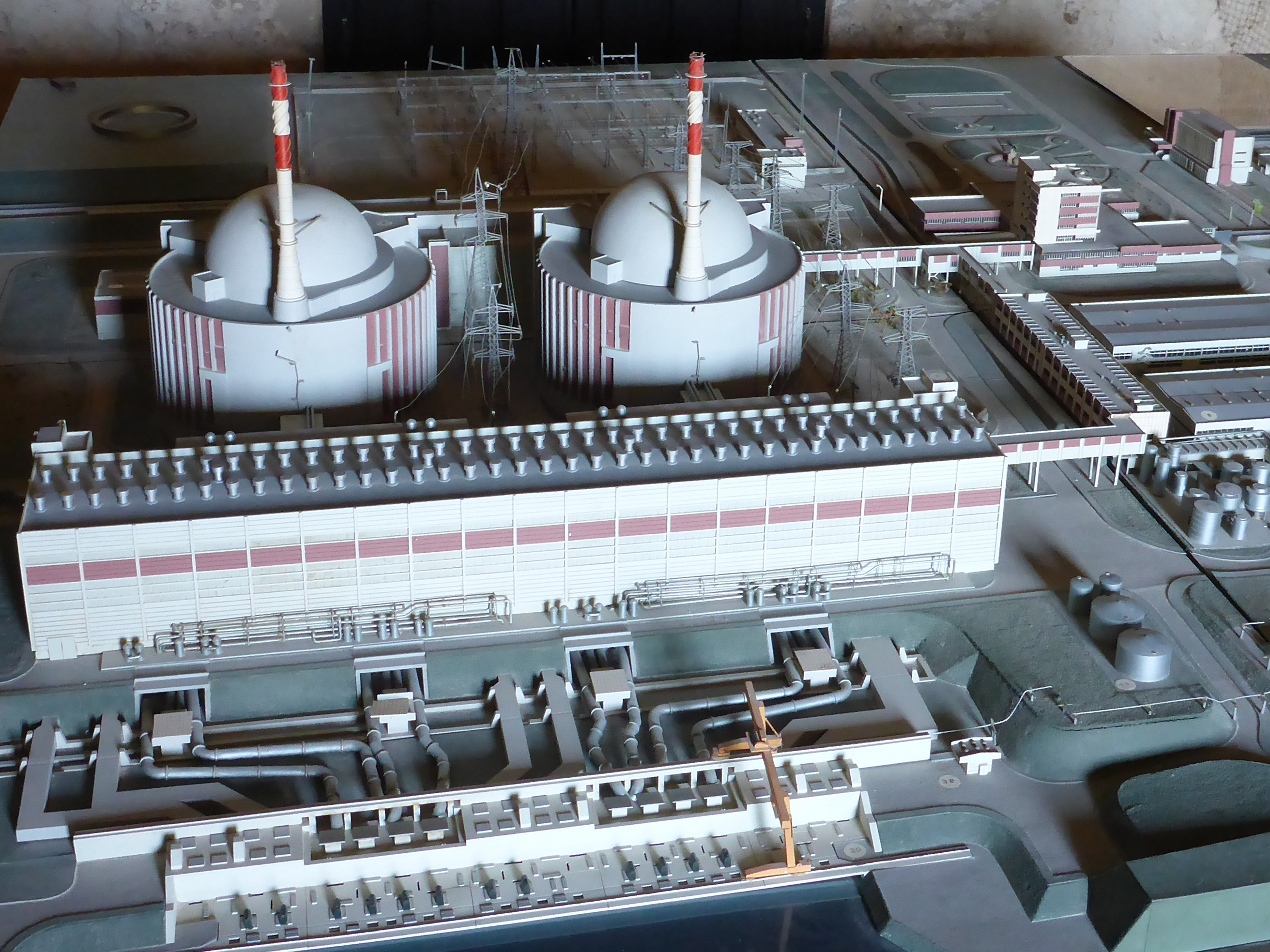
Maquete da Central Nuclear Juragua.

Em setembro de 1992, um relatório do Government Accountability Office dos Estados Unidos estimou que a construção civil no primeiro reator estava 90-97% concluída, com apenas 37% do equipamento do reator instalado, enquanto o segundo reator se encontrava apenas 20-30% completo. Os principais componentes do reator não tinham sido instalados e o combustível nuclear não havia sido entregue. A imprensa russa noticiou que pelo menos um reator, sem combustível nuclear, assim como as suas turbinas a vapor, foram entregues a Cuba.